# У Вільні, городі преславнім…
«У Вільні, городі преславнім…» — вірш Тараса Шевченка, написаний ним на засланні 1848 року, на Косаралі.

## Написання
Зберігся чистовий автограф вірша у «Малій книжці». У рядку 79 помилкове написання слова «обух» виправляється за контекстом. Автограф не датовано. Вірш датується дослідниками за місцем автографа в «Малій книжці» серед творів 1848-го та часом зимівлі Аральської описової експедиції в 1848—1849 роках на Косаралі, орієнтовно: кінець вересня — грудень 1848 року, та місцем написання — Косарал.
Найраніший відомий текст — чистовий автограф у «Малій книжці», до якої Шевченко переписав вірш під № 59 у десятому зшитку за 1848 рік, орієнтовно наприкінці 1849-го чи на початку 1850 років (до арешту 23 квітня), з невідомого первісного автографа. При цьому він замінив слово в рядку 53, виправив описку в рядку 57, змінив порядок слів у рядку 59. Згодом, очевидно 1857 року, під кінець перебування на засланні, в Новопетровському укріпленні, Шевченко олівцем перекреслив твір. До «Більшої книжки» його не перенесено.

## Публікація
Вперше вірш надруковано за «Малою книжкою» з кількома відхиленнями — в рядках 3, 5 («тоді» замість «тойді»), 4, 25 («сього» замість «цього»), 83, 93 («люде» замість «люди») та інших у виданні: «Кобзар з додатком споминок про Шевченка Костомарова і Микешина» (Прага, 1876 рік, стор. 79 — 82).

## Концепція
Вірш пов'язаний зі спогадами Шевченка про перебування у Вільно (тепер Вільнюс, столиця Литви, більша частина Литви з 1795-го по 1917 роки була у складі Росії). Шевченко жив у Вільно як козачок поміщика П. В. Енгельгарда з осені 1829-го до лютого 1831 років. Ймовірно, у творі відбилися також розповіді засланих поляків — знайомих поета.

## Сюжет
Сюжет вірша, можливо, пов'язаний з реальною подією, яка сталася у Вільно за часів Шевченка. Подібна фабульна основа — в «Балладе» («Куда так проворно, жидовка младая…») М. Ю. Лермонтова (поезію створено 1832-го, а надруковано 1876 року, отже, малоймовірно, що Шевченко міг її читати). Про любов молодого шляхтича до єврейської дівчини писав в автобіографічному романі з віленського життя «Повість без назви» польський письменник Ю.-І. Крашевський, який у 1829—1830 роках навчався у Віленському університеті.